# سكوتيا (نيويورك)
سكوتيا (بالإنجليزية: Scotia, New York)‏ هي بلدة تقع في الولايات المتحدة في مقاطعة شينيكتادي، نيويورك.  يقدر عدد سكانها بـ 7,729 نسمة ومساحتها 4.6 كم2  وترتفع عن سطح البحر 74.07 متر.

## أعلام
- لورا دياز
- رولاند دبليو. شميت
- كونيرز هيرنج